# ابن فرتون
أبو العباس أحمد بن يوسف السلمي الفاسي المعروف بابن فرتون ي' ، كان أحد أعلام فاس، و أبرعهم بالرواية وأبدعهم بالتاريخ، وكان ذاكرا للرجال والتاريخ، عاش زاهدا ورعا تقيا صادقا، من أبرز آثاره كتاب الذيل على صلة ابن بشكوال.

## سيرته
شغف ابن فرتون بالتاريخ منذ شبيبته، فانتقل إلى سبتة فأخذ بها عن علماء من أهلها ومن الواردين عليها، ثم رحل طالبا العلم إلى الأندلس، فدخل الجزيرة الخضراء وٱخذ بها العلم، ثم زحف فدخل ملقة وأخذ عن أهلها، وضل ابن فرتون ينتقل بين مدن الأندلس، ولما كان بحصن بليش من شرقي مالقة، عرض له ما أوجب رجوعه إلى سبتة، فبقي بها ولم يخرج عنها إلى حين وفاته، واجتمع له سماع جم، وكان حسن الخط، تب بخطه كثيرا و اعتنى غاية الاعتناء حتى كان آخر المكثرين.

### مصنفاته
عرف عن ابن فرتون كثيرا، ذكره تاريخ الرجال و طبقات الناس، و الكثير من متون الأحاديث وقسط صالح من الجرح و التعديل، كما ألف ابن فرتون كتب شتى علم منها:
- الاستدرك على كتاب السهيلي، المسمى بالتعريف والإعلام.[2]
- كتاب الذيل على صلة ابن بشكوال.[2]

### شيوخه
ٱخذ ابن فرتون العلم على يد ٱشهر علماء عصره، عرف منهم:
- أبي ذر الخشني.[2]
- أبي القاسم عبد الرحيم ابن الملجوم.[2]
- ابن عمه عبد الرحمن.[2]
- ٱبي محمد بن حوط الله.[2]
- أبي القاسم بن زانيق.[2]

## الوفاة
عاش ابن فرتون زاهدا في الدنيا ورعا، ما اعتز بغير دينه، ولا تصدى لأحد من أهل الدنيا ولا تعرض لخطة ولا غيرها. توفي في 26 شعبان سنة 666هـ.